# Arctopsyche hynreck
Arctopsyche hynreck är en nattsländeart som beskrevs av Malicky och Chantaramongkol 1991. Arctopsyche hynreck ingår i släktet Arctopsyche och familjen ryssjenattsländor. Inga underarter finns listade i Catalogue of Life.